# 3DO
De 3DO Interactive Multiplayer (meestal aangeduid als 3DO) was een lijn van spelcomputers op de markt gebracht door zowel Panasonic, Sanyo als GoldStar tussen 1993 en 1994. Ze werden gebouwd in overeenstemming met de vastgestelde hardwarespecificaties van de The 3DO Company. Het systeem was ontsproten aan het brein van EA Games-oprichter Trip Hawkins maar ontwikkeld door Dave Needle en R.J. Mical van New Technology Group.
Ondanks een grote lancerings- en promotiecampagne en hoogtechnologische vernieuwingen, weerhielden de hoge prijs (699,95 Amerikaanse dollar bij de introductie) en een oververzadigde spelcomputermarkt het systeem van de grote doorbraak.

## Eigenschappen en catalogus
Het systeem beschikte over zeer geavanceerde hardware-eigenschappen: een ARM60 32-bit RISC-processor, twee speciaal ontwikkelde videocoprocessors, een speciaal ontwikkelde 16-bit DSP en een aparte, speciale rekenkundige coprocessor. Verder beschikte het over 2 megabyte aan DRAM- en 1 megabyte aan VRAM-geheugen en een double speed cd-romstation voor gegevensopslag.
Tot acht spelbesturingsapparaten konden via seriële aaneenschakeling op het systeem worden aangesloten. Naast speciale 3DO-software kon het systeem ook audio-cd's afspelen (inclusief het cd+G-formaat), Photo CD's en video's weergeven middels een ingebouwde MPEG-videokaart (alleen in Japan uitgebracht). Echter, slechts een beperkt aantal titels benutte het volledige potentieel van het systeem. Er werd vaak gezegd dat de beschikbare 3DO-softwaretitels de, destijds, slechtste eigenschappen van spelsystemen bedoeld voor thuisgebruik tentoonspreidde.
Dit was de dageraad van cd-romspellen en dus tussenscènes, bestaande uit gepixeliseerde videobeelden, die overheersten in vele speltitels, wat ten koste ging van een goede gameplay. De best ontvangen titels waren over het algemeen spellen van andere spelsystemen zoals Alone in the Dark, Myst, Out of This World en Star Control II.
Andere opmerkelijke titels waren Need for Speed, Jurassic Park Interactive, Crash N' Burn, Advanced Dungeons & Dragons: Slayer, Killing Time en de eerste spelcomputerconversie van Super Street Fighter II Turbo. Deze versie overtrof het origineel met zijn geluid van cd-kwaliteit. Diverse spelreeksen die hun oorsprong op de 3DO hadden vonden hun weg naar de andere 32-bit spelcomputers.
Naast de spelcomputers fabriceerde Creative Technologies een 3DO-insteekkaart voor de pc die alle kenmerken van de spelcomputer ondersteunde.
De 3DO Company ontwierp ook een volgende-generatie spelcomputer, de M2, dat gebruikmaakte van een PowerPC 602-processor maar het bedrijf verliet de spelcomputermarkt en verkocht de technologie aan Matsushita, die het systeem echter nooit op de markt bracht.

## Kaalslag
Begin jaren 1990 was de spelcomputermarkt overladen met aanbieders van spelsystemen. Philips, Sega, Nintendo, Commodore, SNK en Atari hadden ieder een spelcomputersysteem op de markt. Tegen 1995 was het grootste deel van deze systemen uiteengevallen en beëindigd. De Super Nintendo, Sega Mega Drive en NEC's TurboGrafx 16 waren de succesvolste systemen.
Velen beweren dat de uiteindelijke genadeklap werd uitgedeeld door de overweldigend populaire en betaalbare PlayStation van Sony, welke niet alleen andere op cd-gebaseerde spelsystemen als cd-i uit de markt dwong, maar uiteindelijk ook de Sega Saturn het loodje liet leggen. Ondanks de stevige promotie en de potentiële uitbereidingsmogelijkheden van de 3DO Interactive Multiplayer, ontbrak de steun van externe softwarepartijen en werd de productie eind 1995 beëindigd. De 3DO Company vormde zich vervolgens om tot een software-uitgever en ontwikkelde spellen als de Army Men-reeks en vroeg uiteindelijk faillissement aan in 2003.

## Specificaties
- Double-speed (afhankelijk van de fabrikant) 300 kbit/s gegevensoverdracht cd-romstation met 32 kilobyte RAM-buffer
- Multitasking 32-bit besturingssysteem

### Processor
- 32-bit 12,5 MHz RISC-processor (ARM60) gefabriceerd door Advanced RISC Machines (vergelijkbaar met een 25 MHz 68030)
- rekenkundige coprocessor
- 32 kb SRAM

### Weergave
- resolutie: 640×480 beeldpunten, ware kleuren (16,7 miljoen kleuren)
- twee geaccelereerde video-coprocessors voor het verwerken van 9-16 miljoen beeldpunten per seconde (36-64 megapix/s, geïnterpoleerd) vervormd, geschaald, geroteerd en de textuurmapping

### Systeem board
- supersnelle bussnelheid (50 megabyte per seconde)
- 36 zelfstandige DMA-kanalen voor gegevensverwerking
- 2 megabyte RAM
- 1 megabyte VRAM
- 2 uitbreidingspoorten

### Geluid
- 16-bit stereogeluid
- 44,1 kHz bemonsteringsfrequentie
- volledige ondersteuning Dolby Surround Sound
- aangepaste 16-bit DSP

## Modellen
- Panasonic FZ-1 R.E.A.L. 3DO Interactive Multiplayer (Japan, Azië, Noord-Amerika en Europa) - Het eerste 3DO-systeem.
- Panasonic FZ-10 R.E.A.L. 3DO Interactive Multiplayer (Japan, Noord-Amerika en Europa) - Minder kostbaar dan de FZ-1, de FZ-10 is kleiner in vergelijking met de FZ-1.
- Goldstar 3DO Interactive Multiplayer (Noord-Amerika, Zuid-Korea en Europa) - Sommige spellen werken niet op vroege Goldstar-systemen.
- Goldstar 3DO ALIVE II (exclusief voor Zuid-Korea).
- Sanyo TRY 3DO Interactive Multiplayer (exclusief voor Japan) - Het zeldzaamste 3DO-model.
- Creative 3DO BLASTER - pc-kaart (ISA-slot) met een 2X cd-romstation en een controller om een pc 3DO games te laten weergeven. Zeer zeldzaam.

Spelcomputers · Draagbare spelcomputers (Lijst van draagbare spelcomputers)